# Allopeas gracile

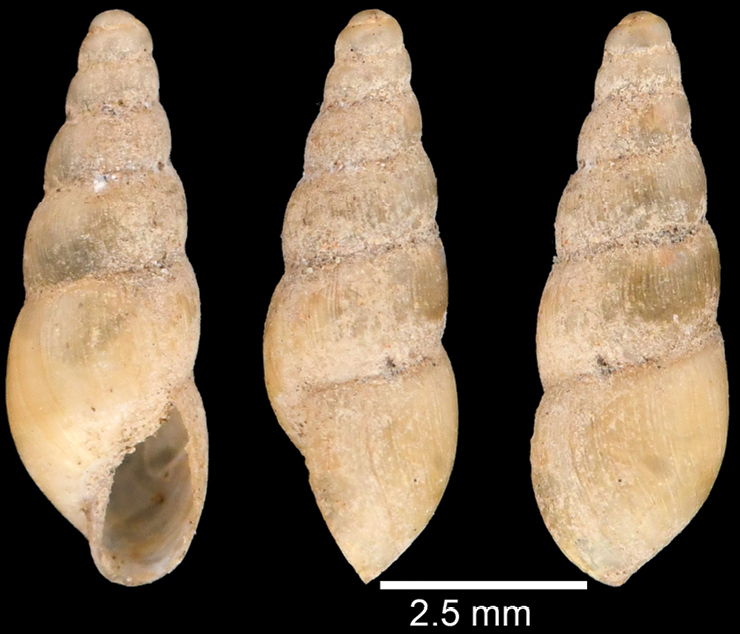
Allopeas gracile

Allopeas gracile (лат.) — вид сухопутных брюхоногих моллюсков из подкласса лёгочных улиток подсемейства Subulininae семейства Achatinidae.

## Распространение
Allopeas gracile широко распространён в тропических и субтропических районах Азии, Австралии и Полинезии, а также в Центральной и Южной Америке. Он был завезён на многие острова Карибского бассейна и в большую часть юго-восточной части США. Иногда встречается в районах с умеренным климатом в качестве обитателя оранжерей. Хотя вид был впервые описан из Индии, предполагаю, что изначальное место его происхождения — Южная Америка. В научной литературе он также известен под названиями Opeas gracile и Lamellaxis gracilis, а в популярной литературе его иногда называют «graceful awl snail» (изящной шилохвостой улиткой).
Встречается в теплицах в качестве «тепличного экзота».
- Гавайские острова & и острова Полинезии[5]
- Вест-Индия[4]
- южная Мексика[4]
- Центральная и Южная Америка[4]
- Танзания[6]

## Описание
Мелкие улитки (раковины менее 1 см). После начала яйцекладки (примерно через 50 дней) эти улитки откладывают небольшие скопления яиц (3—7 в день), всего около 20 в месяц. Улитки быстро росли в течение 50 дней, достигая массы около 25 мг, затем растут медленнее и достигают массы около 50 мг через 250 дней. Средняя продолжительность стадии яйца уменьшается с 18,7 до 8,0 дней при повышении температуры с 19,5 до 32,0 °C. Вид Allopeas gracile всеяден, питается зелёными растениями (в лаборатории — овощами, сорняками и цветами), грибами (культивируемыми грибами и сажистой плесенью) и животными (мёртвыми тараканами и дождевыми червями), но не разлагающейся растительностью (листьями деревьев). В зрелом возрасте эти мелкие улитки потребляют лишь около 1,5 см2 в день излюбленного корма (например, латука) и значительно меньше большинства других предлагаемых растений.

## Значение
Экономический статус вида A. gracile неясен. Сообщается, что в Малайзии он повреждает овощи и табак. В Индии Raut & Ghose (1984) включили его в список 7 вредных моллюсков и посчитали, что он, вероятно, является наиболее широко распространённым видом вредителей. Однако, другие исследователи (Mitra & Biswas 1974; Mitra et al. 1976) считают его незначительным вредителем комнатных растений в Индии, питающимся в основном опавшими и разлагающимися листьями, хотя свежие листья айвы бенгальской (Aegle marmelos; Rutaceae), употребляются в пищу. Кормовое поведение на растительных тканях значительно варьируется в зависимости от вида растения и возраста ткани. Также известно, что A. gracile является некрофагом, но не хищником, питаясь мёртвыми улитками и другим животным белком. A. gracile труднее контролировать, чем некоторые другие виды улиток, поскольку они прячутся в почву в светлое время суток.